# La Giustizia

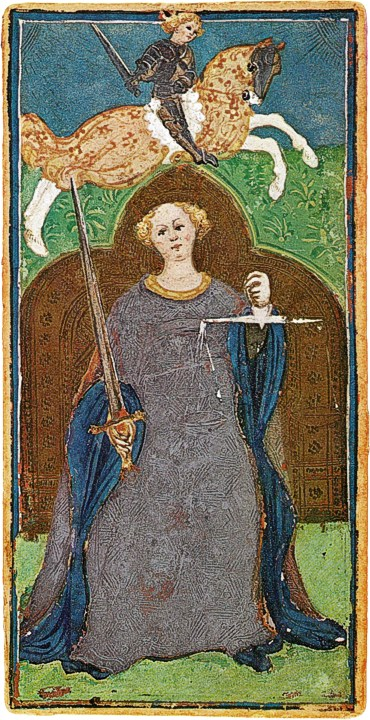
La giustizia nel mazzo Visconti-Sforza.

La Giustizia è l'ottava carta degli arcani maggiori dei tarocchi, è detta anche la Legge universale, Osiride, la vergine Astrea. Francese: La Justice. Inglese: Justice.

## Rappresentazioni
Una donna severa, ma imparziale, amministra la giustizia. Sguardo fisso, come se non ci fosse altro che la interessa se non ciò per cui è stata incaricata. In alcuni tarocchi ha un cappuccio, in altri un copricapo o una corona. È seduta su uno scranno con un alto schienale e stringe nella destra la spada della fatalità e nella sinistra la bilancia. In alcuni tarocchi lo schienale è sostituito da due colonne.

## Simbolismi
È la Legge suprema, severa, incorruttibile ma giusta. L'intelligenza cosmica che amministra con giustizia il mondo. La potenza giusta e conservatrice delle cose.

## Significato
Equità, armonia, virtù e onore sono gli aspetti più evidenti di questa carta. È una protezione per l'uomo giusto e rappresenta anche la completa guarigione di coloro che hanno saputo ritrovare il giusto equilibrio. Chi rispetta la Legge non patirà nessuna punizione (che spetta solamente ai colpevoli). La Legge deve essere comunque rispettata. Nessuna violazione della Legge rimarrà impunita.
La giustizia può essere paragonata a una imperatrice che ha lasciato lo scettro e lo scudo per un gladio e una bilancia; in lei coabitano il bene e il male, entrambi parte integrante dell'equilibrio universale.
La giustizia trova un equilibrio perfetto grazie ad un travaglio interiore simboleggiato dalla bilancia.
Per mantenere questo equilibrio bisogna mettere ogni cosa al suo posto e dargli il loro vero valore.
La giustizia possiede un alto livello di conoscenza.
Questa carta di equilibrio simboleggia pertanto l'armonia esistenziale che è appunto raggiunta da coloro che possiedono rettitudine e onore, ma anche rigore.

### Carta dritta
Carta positiva e favorevole soltanto per le persone rette. Chi è coscienzioso non ha nulla da temere: l'uomo giusto è sempre salvato da Dio (vedi Noè, Giobbe, ecc.)

### Carta rovesciata
L'equilibrio, l'armonia, interrotti, portano malattie e depressione. L'ingiustizia trionfa in ogni campo; qualsiasi causa difficilmente viene vinta. Denota insofferenza, misantropia, ingratitudine. Rivela contestazioni sfavorevoli.

## Curiosità e analogie
- in alchimia, è la decomposizione
- in astrologia, per alcuni è Marte in Scorpione o Venere in Cancro
- nella cabala ebraica, corrisponde alla lettera H (ebraico eth)
- ne I Ching, corrispondenza con il segno VI, La vita, e con il segno LX, La delimitazione
- in magia, è l'equilibrio magico

## Riferimenti storici e iconografici
È stata avvicinata all'Arcangelo Michele, i cui attributi sono la spada e la bilancia. Ricorda anche la pesa e la punizione dell'anima dopo la morte, tipica dell'iconografia egizia. Confronta anche Osiride, pesatore delle anime dei defunti. È stata paragonata anche a Temi, dea greca del Diritto. A Diche, a Era-Giunone, ad Astarte. Astrologicamente è Astrea.